# 橋本忍
橋本忍（日语：／ Hashimoto Shinobu，1918年4月18日—2018年7月19日）為日本著名的電影編劇、作家，長年與大導演黑澤明合作不少作品，並且受廣大影迷喜愛。

## 生平
橋本於1918年4月18日生於一個小飯店業者家中，自小深受喜愛戲劇藝術的父親之影響。
1938年，其受召入伍，進入鳥取的士兵聯隊，成為一等兵。然而之後被查出患有粟粒性結核，於是被永久免除兵役，並開始療養生活。在療養所里，邻床有一個士兵正在看一本《日本電影》的書。橋本读了他的书，对编剧产生了兴趣，就問那士兵：“日本最偉大的編劇是誰？”那人告訴他是伊丹萬作，於是橋本從此對伊丹心生嚮往，立志成為編劇。
1942年，橋本離開療養所，回到家鄉。之後他寫成了劇本《山中的兵隊》寄送給伊丹本人，沒想到收到了回信。之後他就一邊在姬路市的軍需品公司工作，一邊作為“伊丹唯一的編劇弟子”接受其劇本寫作的指導。1946年，伊丹去世，在一年後（1947年）的週年祭上，伊丹的夫人將橋本介紹給了佐伯清導演。
1949年，做著上班族工作的同時，橋本完成了改編自芥川龍之介短篇小說《竹林中》的剧本，並到東京把它交給佐伯。这剧本也被著名导演黑澤明所看到了，读了之后他流露出将其制作为电影的意向。但是黑澤明要求橋本把劇本改得再長一些，於是橋本根據芥川另一部小說《羅生門》又添加了一些劇情。最終，根據黑澤再度修改之後完成的劇本，第二年（1950年）黑澤導演的電影《羅生門》上映。橋本忍作為編劇家首次亮相。該作品亦在當年的威尼斯電影節獲得金獅獎，得到很高的評價。於是在1951年，橋本辭去原本的工作，正式上京成為專業編劇。
自此，橋本成為黑澤明編劇集團的其中一人，和小國英雄一起共同編寫了《生之欲》、《七武士》、《蜘蛛巢城》、《战国英豪》等電影的劇本。然而在1960年的電影《惡人睡得香》之後，橋本不再參加黑澤電影的編劇，直到十年後的《電車狂》一片才唯一一次回歸。在這之後，橋本成為日本代表性的劇作家，自己的名聲不斷高漲。代表作有《正午的黑暗》、《追捕》、《零的焦點》、《切腹》、《霧之旗》、《奪命劍》、《白色巨塔》、《日本最長的一日》、《日本沈沒》等，被評價為劇本邏輯關係嚴謹，有很高的“構成力”。其中《追捕》、《零的焦点》还有另一部《黑色的畫集 某上班族的證言》均是改编自松本清张的推理小说。桥本之后又改编了松本的另一部小说《砂之器》。
1958年，橋本編寫了參加KRT（如今的TBS）電視台藝術祭的電視劇《我想成為貝殼》。該劇講述了根據長官的命令，刺殺了美國士兵的俘虜，而成為戰犯被處死的二等兵的悲劇。這部電視劇受到了大好評，在藝術祭上獲獎。翌年（1959年）橋本親自導演將該劇改編為電影，也達成了首次導演的成就。但是，電影中登場的士兵遺書卻和劇本改變靈感來源的加藤哲太郎自傳《發狂的死刑戰犯》中的遺書過於相像，以致有侵犯著作權之嫌。因為劇情相對原作做了較多虛構化，所以橋本並未給予加藤這位原作者適當的名分，因此加藤對此表示不滿，希望在原本的標題後加上“加藤哲太郎之遺書”一句。然而至今尽管该电视剧又翻拍多个新版本，但始终未有加上此句。
1973年，為了挑戰當時主流的製作單位，創造製作電影的新可能性，橋本建立了“橋本製作”公司，召集了松竹公司的野村方太郎、東寶公司的森谷司郎、TBS的大山胜美等人，意圖給當時的電影界吹進一股新風。1974年該公司推出第一作，是橋本和山田洋次共同編劇的《砂之器》。原作者松本清張稱其是能夠超越原作的傑作，該劇在票房上也引起大成功，并且获奖7次，提名1次。之后的《八甲田山》、《幻之湖》也均由“桥本制作”公司推出。
1977年，森谷司郎導演、高倉健主演的《八甲田山》上映，成為了大熱門電影，并获日本电影学院奖2次，提名7次。又過了三個月，在松竹公司公映的《八墓村》中，橋本再次編劇，票房再次接近衝破上次的紀錄，在這整一年中橋本幾乎成為了空前絕後的大熱門電影製作者。《八墓村》屬於當時很有人氣的東寶與角川春樹事務所合作的金田一耕助系列的一部。相比于之前由市川昆導演，石坂浩二主演的几部电影電影邏輯構成構成縝密，最終謎團的解釋非常合理，《八墓村》不尽相同，具有很強的神秘學特色。在這之後到1980年代，橋本繼續精力充沛地進行劇本寫作和電影創作的事務。
然而好景不長，在1982年，橋本擔任編劇、製作人、原作和導演的東寶建立五十週年紀念電影《幻之湖》在一週之內即不幸终止上映。在這之後雖然他又編寫了兩部劇本，但是身體狀況不斷下降，在這之後事實上已經引退。不過隨著身體狀況的逐漸改善，2006年他又發表了講述他和黑澤明之間關係的《複眼的映像：我與黑澤明》一書，该书翻译成中文后经台湾大家出版社出版。然後在2008年，他又重寫了自己當年的劇本，在中居正廣主演的《我想成為貝殼》的重作中再次編劇。
2018年7月19日早上9點26分，因為肺炎橋本在東京都世田谷區自己的家中逝世。享嵩壽100歲。深受其影響的導演山田洋次得知後哀悼說：「日本影壇又失去了一位足以向世界誇耀的偉大電影人了。」
2000年，位於橋本故鄉兵庫縣市川町的“橋本忍紀念館”開館。
總體來說，橋本一生中完成了大量的劇本，成為了同行中最受尊敬的劇作家之一。其影響不僅限於日本，也有一些及到世界各地的電影製作者。受橋本薰陶的製作家主要有国弘威雄、中島丈博、山田洋次、鈴木尚之等人。

## 人物軼事
橋本由於長年在昏暗的房间工作，遇到強烈的光線就會感到十分眩暈，這是他的職業病。雖然和別人合作時會使用漢字，但是在單獨寫作的時候，他都会使用片假名来打字，據現場的工作人員說讀起來的時候給他們造成了很大困難。
他還是有名的自行車競技的粉絲，在1965年到1985年（昭和40-50年代）左右經常擔任競技比賽決賽電視直播的嘉賓，也常去观看自行车竞技的比赛。他和寺內大吉一起還為自行車競技界寫一些書稿。

## 導演作品
- 我想成为贝壳（1959年）
- 幻之湖[25]（1982年，編劇兼導演）

## 編劇作品
- 羅生門（1950年）
- 平手造酒（1951年）
- 生之欲（1952年）
- 加賀騒動（1953年）
- 太平洋之鷲（1953年）
- 再見了拉包爾（1954年）
- 七武士（1954年）
- 生者的記錄（1955年）
- 蜘蛛巢城（1957年）
- 戰國英豪（1958年）
- 我想成为贝壳（1959年）
- 心中的口笛声（1959年）
- 黑色的畫集 某上班族的證言（1960年）
- 太平洋之嵐（1960年）
- 惡人睡得香（1960年）
- 零的焦點（1961年）
- 切腹（1962年）
- 白與黑（1963年）
- 惡的紋章（1965年）
- 侍（1965年）
- 大菩薩峠（1966年）
- 白色巨塔
- 日本最長的一日（1967年）
- 連合艦隊司令長官  山本五十六（1968年） - 參考資料
- 太平洋的地獄（英语：Hell in the Pacific）（1968年）
- 風林火山（1969年）
- 人間革命（1973年）
- 日本沉沒（1973年）
- 砂之器（1974年）
- 人間革命續集（1976年）
- 八甲田山（1977年）
- 八墓村（1977年）
- 幻之湖（1982年，編劇兼導演）

## 著作書籍
- 「我想成为贝壳」（日本現代社，1959年）
- 「獨裁者的情書」（日本講談社，1969年）
- 「幻之湖」（日本集英社，1980年）
- 「複眼的映像︰我與黑澤明」（日本文藝春秋，2006年 / 文春文庫 2010年）（台灣大家出版社，2011年，張秋明 譯，ISBN 9789866179259）